# Александр Берзін
Александр Берзін (нар. 10 грудня 1944, Патерсон, Нью-Джерсі, США) — американський буддолог, тибетолог, історик і вчитель дхарми, доктор філософії Гарвардського університету.

## Біографія
Александр Берзін народився у 1944 році в місті Патерсоні, штат Нью-Джерсі, отримав у 1965 році ступінь бакалавра на кафедрі орієнталістики Рутгерського університету у співробітництві з Принстонським університетом, у 1967 році — ступінь магістра, а в 1972 році — ступінь доктора на кафедрі Далекосхідних мов (китайської) і санскриту і кафедрі Індології Гарвардського університету. Із 1969 по 1988 рік він проживав переважно в Індії, у Дхармсалі, спершу як стипендіат Фулбрайта, вивчаючи і практикуючи Дхарму зі вчителями всіх чотирьох тибетських традицій. Його основним учителем був Ценшаб Серконг Рінпоче, нині покійний майстер-партнер по дебатам і один із наставників Його Святості Далай-лами. Упродовж дев'яти років Берзін був його перекладачем і секретарем, супроводжуючи в декількох подорожах по світу. Інколи він навіть виконував функції перекладача Його Святості Далай-лами під час буддійських заходів.
Будучи засновником Бюро перекладів при Бібліотеці тибетських праць і архівів, Берзін розробив нову термінологію для перекладів на англійську мову тибетських технічних термінів, які раніше зазвичай розуміли неправильно. Працюючи з перекладачами багатьох інших мов, він допоміг їм переглянути і розробити власну термінологію за тими ж самими принципами.
Із 1983 року Берзін мандрував по всьому світу, викладаючи різноманітні аспекти буддійської практики і філософії, а також тибетсько-монгольську історію і теорію астрології і медицини в Дхарма-центрах і університетах понад 70 країн. Його маршрути частіше за все проходили по колишньому і теперішньому комуністичному світу, Латинській Америці, Африці, Центральній Азії і Близькому Сході. Окрім безлічі опублікованих робіт і перекладів, на мовах цих країн були видані багато з його лекцій.
Берзін виконував функції неофіційного посланця у низці міжнародних проектів, які були пов'язані з тибетсько-монгольською культурою, зокрема в Програмі Тибетської медичної допомоги жертвам Чорнобиля, яка розроблялася спільно з Російським міністерством охорони здоров'я, а також проектом Фонду Річарда Гіра з відродження національної культури Монголії шляхом видання книг на буддійську тематику на сучасній розмовній мові. Він також сприяв встановленню і поглибленню буддійського і мусульманського діалогу.
У  1998 році Берзін повернувся на Захід, де були на той час сприятливіші умови для його діяльності як письменника. Інколи, подорожуючи, він викладає у різноманітних Дхарма-центрах, однак основну частину роботи присвячує підготовці своїх неопублікованих матеріалів для Бібліотеки Берзіна. На сьогодні пан Александр проживає в Німеччині, у Берліні.

## Зв'язки з Україною
Неодноразово відвідував Україну, пояснюючи загально буддистські вчення.